# Edificio Pythias Lodge
Edificio Pythias Lodge (en inglés: Pythias Lodge Building) es un edificio histórico ubicado en San Diego, California.  Edificio Pythias Lodge se encuentra inscrito  en el Registro Nacional de Lugares Históricos desde el 8 de abril de 1981. 

## Ubicación
Edificio Pythias Lodge se encuentra dentro del condado de San Diego en las coordenadas 32°42′52″N 117°09′41″O / 32.714444, -117.161389.